# Margaret Belemu
Margaret Belemu (* 24. Februar 1997 in Lusaka) ist eine sambische Fußballspielerin.

## Karriere

### Klub
Aus ihrer Heimat wechselte sie im Januar 2022 vom Red Arrows FC in die Volksrepublik China, um dort für Shanghai Shengli aufzulaufen. Nach einigen Monaten hier wechselte sie im Oktober des Jahres in die Türkei, wo sie nun für ein paar Monate bei Hakkarigücü Spor spielte. Danach kehrte sie im Februar 2023 wieder nach Shanghai zurück.

### Nationalmannschaft
Nach der U17, mit welcher sie an der U17-Weltmeisterschaft 2014 teilnahm, hatte sie ihre ersten bekannten Spiele in der A-Nationalmannschaft im Jahr 2018, wo sie auch gleich im Kader der Mannschaft für den Afrika-Cup 2018 stand. Anschließend qualifizierte sie sich mit ihrer Mannschaft dann auch für die Olympischen Spiele 2020. Beim Turnier selbst sammelte sie mit ihren Mitspielerinnen jedoch nur einen Punkt und schied so in der Gruppenphase schon aus.
Das nächste Turnier war dann der Afrika-Cup 2022, wo konstant in jeder Partie Teil der Startelf war, mit ihrer Mannschaft am Ende aber im Halbfinale ausschied. Das Spiel um Platz drei gegen Nigeria konnte man dann aber noch gewinnen. Sie selbst wurde dann noch ins Team des Turniers gewählt. Da man es aber bis ins Halbfinale schaffte, qualifizierte man sich auch für die Teilnahme an der Weltmeisterschaft 2023.